# Camí de sirga
|  | Per a altres significats, vegeu «Sirga». |

|  | Aquest article tracta sobre els camins de sirga. Si cerqueu la novel·la de Jesús Moncada, vegeu «Camí de sirga (novel·la)». |

Un camí de sirga és un camí construït al llarg de rius o canals al llarg del qual persones o animals (ases, mules, bous o cavalls de tir) estiren embarcacions de mercaderies mitjançant una sirga. El mot sirga designa tant la corda com la tècnica de navegació.

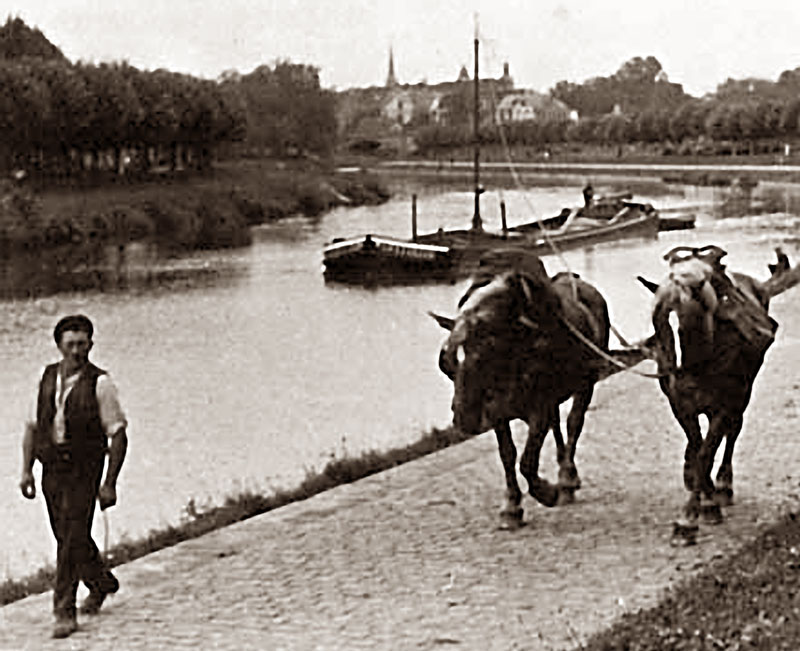
Tracció equina a Anglaterra

Els principis d'Arquimedes i de la inèrcia fan que amb esforços relativament petits poden arrossegar-se càrregues prou feixugues, com la foto il·lustra. Lògicament, per poder passar amb la corda, no hi pot trobar-se cap obstacle (pal, arbre…) entre el camí i la via navegable. Abans de la reintroducció des del segle xiii de les rescloses a dues portes inventades pels romans, es trobaven plans inclinats al costat de les preses als quals calia arrossegar les barques al sec, de vegades en descarregar-les. El mètode era feixuc, però a l'edat mitjana i encara després, quan la majoria dels camins eren de sorra poc practicables, sovint la navegació fluvial amb sirga era l'única alternativa pel transport interior de mercaderies pesades.

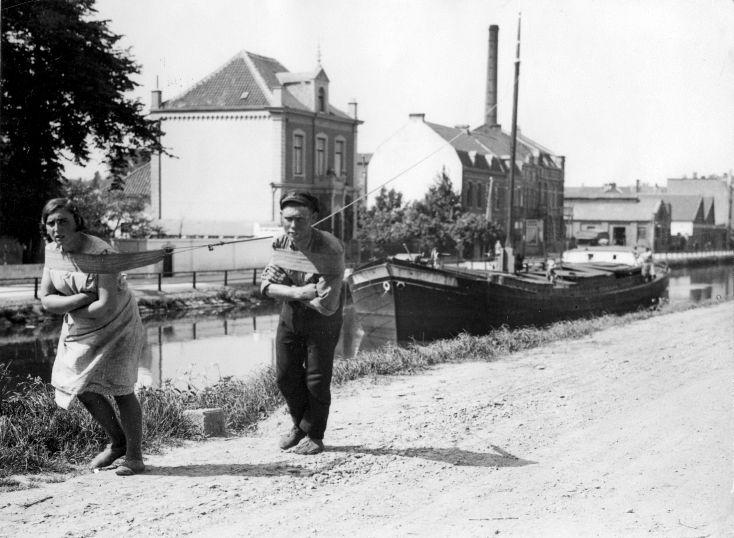
Un camí de sirga amb tracció humana a Bèlgica

Al riu Ebre eren típics els llaguts sirgats per mules desapareguts en data relativament recent. Van inspirar la novel·la Camí de sirga de Jesús Moncada i el disc 'Sirga' de Xeic! A la Xina els sirgadors del riu Iang-Tsé, el Gran Canal... es remunten a tradició mil·lenària. A les zones humides d'Europa amb una xarxa densa de canals el transport de mercaderies amb barques sirgades va ser important fins a la segona guerra mundial. Tot i que en català es coneix com «Els remers del Volga», aquesta cançó tradicional russa fa referència als sirgadors del riu Volga.
Avui els camins han perdut el seu paper a l'economia del transport i molts han estat transformats en vies per vianants lents. Com que no hi ha declivis forts, tret a proximitat de les rescloses, són ideals per a ciclistes.